# Paula Cofresí
Paula Inocencia Cofresí Silverstain (Patillas, Puerto Rico, 13 de febrero de 1946) es una artista y psicoterapeuta norteamericana conocida como Paula Cofresí, afincada en Evanston, Illinois, donde ejerce su profesión  en la enseñanza como ceramista y como psicoterapista.

## Trayectoria profesional

### Formación
Estudió el bachillerato en su ciudad natal Puerto Rico,  obtuvo un  Bachelor in Arts y Education//Elementary&Secondary en la American University en San German, Puerto Rico. Se trasladó a vivir a New York y en 1968 estudió Cerámica en el  Hyde Park Art Center. En los años 1970-1973 estudió Cerámica y grabado en la School of the Art Institute of Chicago, 1995-2013. Estudió Cerámica en la  Eau Visual Art Center on Maui, Hawaii.  En el año 2003 estudió Ceramics en el Oakton Community College de Illinois.Master en Social Work en la Universidad de Illinois, Chicago.

### Carrera
Dirigió Mandala MakingWorkshop  en Columbia College Chicago durante 15 años.
In 1996 después de realizar un taller con el psicólogo  Dr. Jean Husto, conmezó a crear la serie de  esculturas  a pequeña escala de Diosas, denominada Goddess Sculpture.
En el Evanston Art Center, de Chicago expuso su obra en el año 2023, con el título The naacp celebrates black artists. 
Miembro  Coordinador del  Evanston Mental Health Practitioners, 1990. Organizó Hispanic Teen Services Network, en 1994. Miembro de la National Association Social Work, Academy Certified Social Workers, Illinois Association School Social Workers.

## Publicaciones
En el año 2014 autopublica el libro  “Ollas de Cofresí,” 
En 2015  “Cerámica Cofresí".
”2016  “Divina Mujer.”